# Carlotta Nwajide
Carlotta Nwajide (* 12. Juli 1995 in Hannover) ist Sportsoldatin der Bundeswehr und Ruderin, die für den Deutschen Ruderclub von 1884 startet.  

## Werdegang
Nwajide ist das Kind einer deutsch-nigerianischen Partnerschaft und wuchs in Hannover auf. Sie begann 2005 mit dem Rudern beim Ruderverein der Humboldtschule Hannover. Bei den Junioren-Weltmeisterschaften 2012 belegte sie zusammen mit Julia Leiding den dritten Platz im Doppelzweier. 2013 trat sie mit Michaela Staelberg an, musste aber wegen Erkrankung nach dem Vorlauf zurückziehen. 2014 ruderte sie zusammen mit Staelberg, Frauke Hundeling und Carina Boehlert im Doppelvierer auf den vierten Platz bei den U23-Weltmeisterschaften. 2015 belegte sie mit Frauke Hundeling den sechsten Platz im Doppelzweier. 2016 gewann sie im Einer die Bronzemedaille bei den U23-Weltmeisterschaften in Rotterdam. 
2017 nahm Nwajide zusammen mit Julia Leiding im Doppelzweier an den Europameisterschaften teil, die beiden belegten den vierten Platz. Bei den Weltmeisterschaften kamen die beiden auf den zehnten Platz. 2018 begann Nwajide die Saison mit einem zweiten Platz bei den Deutschen Kleinbootmeisterschaften. Beim Weltcup in Belgrad startete Nwajide im Doppelzweier mit Franziska Kampmann und belegte den zweiten Platz. Beim Weltcup in Linz siegte der deutsche Doppelvierer mit Marie-Cathérine Arnold, Carlotta Nwajide, Franziska Kampmann und Frieda Hämmerling vor den Chinesinnen, beim Weltcup in Luzern gewann der deutsche Doppelvierer vor den Polinnen. Bei den Weltmeisterschaften in Plowdiw gewann die deutsche Crew hinter den Polinnen die Silbermedaille. 2019 trat Nwajide bei den Europameisterschaften in Luzern zusammen mit Leonie Menzel im Doppelzweier an und gewann den Titel vor den Rumäninnen. Nach dem dritten Weltcuprennen im Juli musste sie ihre Saison wegen einer Thrombose vorzeitig beenden. 2020 trat der deutsche Doppelvierer in der Besetzung Daniela Schultze, Carlotta Nwajide, Frieda Hämmerling und Franziska Kampmann an. Bei den Europameisterschaften in Posen gewannen die Niederländerinnen den Titel vor den Deutschen und den Polinnen. Im Jahr darauf gewannen Schultze, Nwajide, Hämmerling und Kampmann die Bronzemedaille bei den Europameisterschaften in Varese. Im Finale der Olympischen Regatta in Tokio lag der deutsche Doppelvierer lange auf einem Medaillenplatz, nach einem Fehler belegte die Crew am Ende den fünften Platz. Im Dezember 2021 gab sie bekannt ein Pausenjahr einzulegen.
Nwajide lebt in Berlin. Als Soldatin gehört sie einer Sportfördergruppe der Bundeswehr an, zudem studiert sie Geographie. Sie ist Mitglied von "Athletes of Colour" des Vereins Athleten Deutschland, bezeichnet sich selbst als Aktivistin und setzt sich insbesondere gegen Rassismus und für Klimaschutz und Nachhaltigkeit ein.

## Auszeichnungen
2023: Niedersächsische Sportmedaille in der Kategorie "Hohe Sportliche Leistungen"